# Schloss Rahe
Koordinaten: 50° 47′ 51″ N, 6° 4′ 6″ O
Schloss Rahe (alte Schreibweise: Raede, Roide) ist eine ehemalige als Wasserburg im Aachener Stadtteil Laurensberg errichtete Gutshofanlage, die im 18. Jahrhundert zu einem repräsentativen, schlossartigem Landsitz umgebaut wurde. Dieser dient derzeit als gehobenes Business Center.

## Geschichte

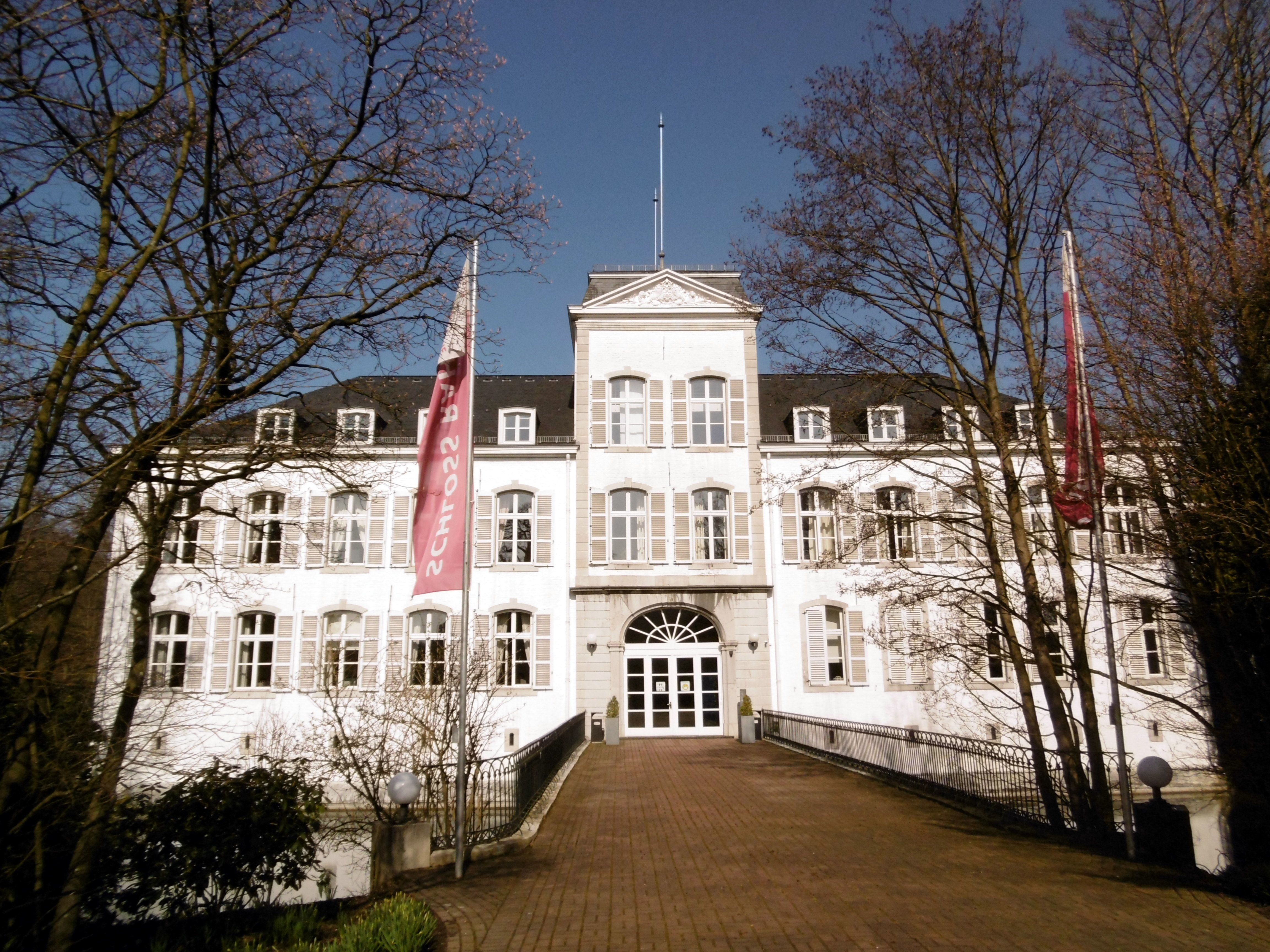
Schloss Rahe

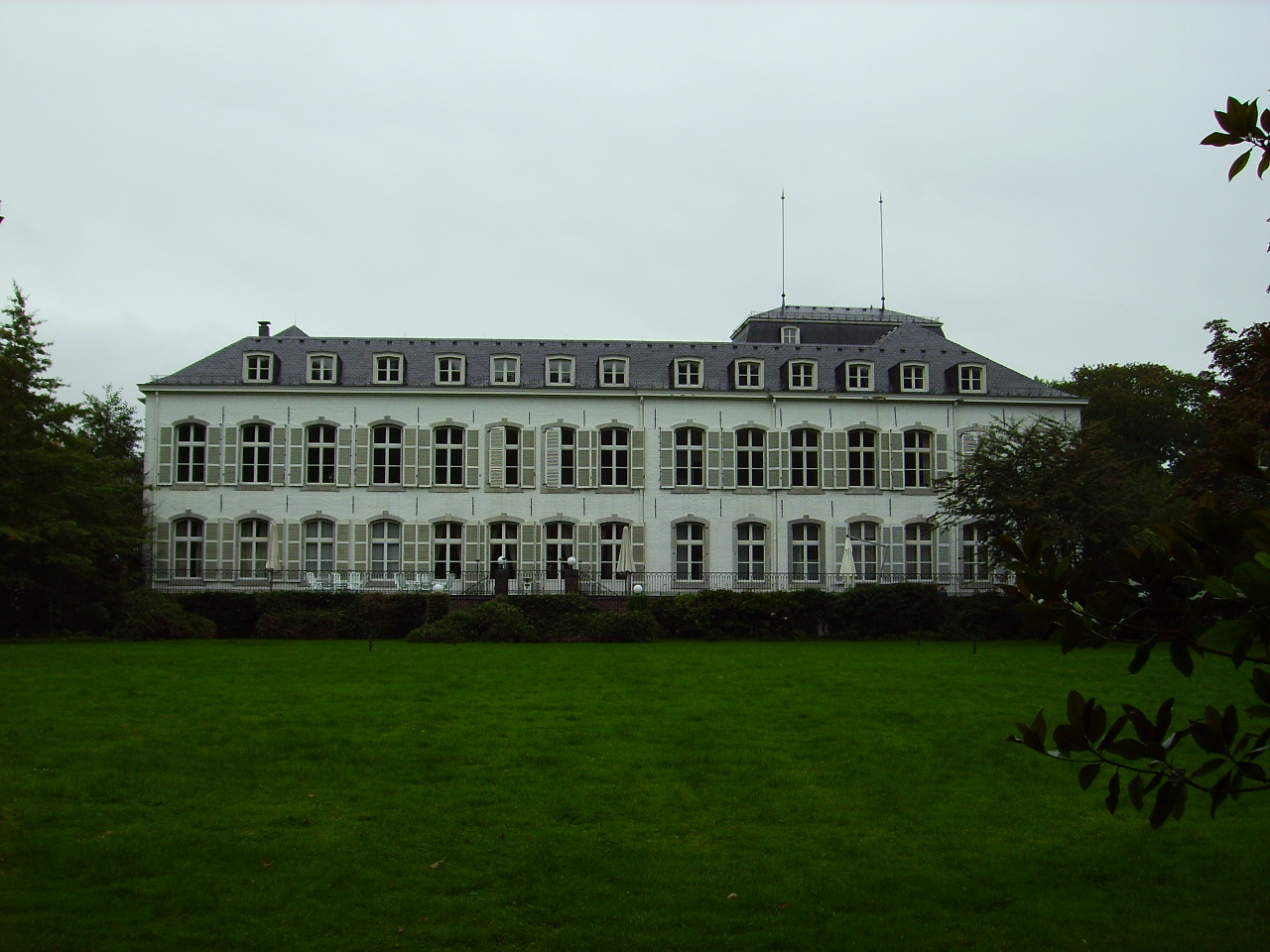
Schloss Rahe, Blick vom Garten auf die rückseitige Schlossterrasse

Die Ursprünge der alten Wasserburg gehen gemäß unterschiedlicher lokalhistorischer Erwähnungen bis in das 13. Jahrhundert zurück. Als erste Besitzer kommen im 14. Jahrhundert die Familien von Roide und van der Linden in Frage. 1423 verkauft Gerhard, der Sohn des Bürgermeisters Heinrich van der Linden, seinen offensichtlich halben Anteil von Gut Raede/Roide an Wilhelm von der Hagen und dessen Ehefrau Katharina von Roide. Da Wilhelms Ehe kinderlos blieb, ging sein Anteil an seinen Bruder Johann von der Hagen, verheiratet mit Gertrud von Roide, einer Schwester von Katharina, über. Zugleich besaß deren Bruder und Bürgermeister Johann von Roide die andere Hälfte des Gutes. Während nicht geklärt ist, wie dessen Anteil weitervererbt wurde, erbten die andere Hälfte zunächst die Kinder Johann von der Hagens, wobei ein Teil an Johann Junior ging, den er 1504 an Stefan von Roide veräußerte, und der andere Teil an Mettel, welche Fetschin Colyn, den Älteren heiratete. Damit fiel Mettels Anteil an ihre Söhne Fetschin, den Jüngeren und Wilhelm Colyn sowie an ihre Tochter, die einen Johann Ellerborn ehelichte. Auch hier sind die weiteren Besitzer nicht genau definiert.
Zu Beginn des 17. Jahrhunderts wird dann Goddart († 1677), der Sohn des Johann von Keverberg, genannt Meven, Herren zu Raede, als Besitzer erwähnt, nach dem dieses Gut vorübergehend auch Mevenraede genannt wurde. Danach waren hintereinander die Familien Merode-Houfallize, von Lommessem, von Pelser-Berensberg und schließlich im Jahre 1784 Gerhard Heusch, ein direkter Vorfahr des ehemaligen Aachener Oberbürgermeisters Hermann Heusch aus der Unternehmerfamilie Hoesch/Heusch, Besitzer der Anlage.
Auf Veranlassung Gerhard Heuschs wurde die alte und auch bereits mitgenommene Wasserburg zu einem repräsentativen Wasserschloss umgebaut und 1787 feierlich eingeweiht.
Während des Aachener Kongresses von 1818 diente das Schloss als Quartier für den Russischen Zaren Alexander I., der mit seiner Mutter Sophie Dorothee von Württemberg, seiner Schwester Anna Pawlowna und ihrem Verlobten, dem Prinzen von Oranien und künftigen König Wilhelm II. der Niederlande dort feierliche Empfänge abhielt. Ebenfalls bewohnte zu diesem Anlass Kaiser Franz I. von Österreich vorübergehend einen Teil des weitläufigen Traktes.
Nach dem Tod von Gerhard Heusch im Jahre 1829 wechselte Schloss Rahe erneut mehrfach seine Besitzer. Zunächst erwarben es die Erben der Fabrikantenfamilie Nellessen sowie anschließend ab 1843 die Gräfin Henriëtte d’Oultremont de Wégimont, die diese Anlage nach dem Tod ihres Gemahls, des früheren niederländischen Königs Wilhelm I., bis zu ihrem Tod im Jahr 1864 als Altersruhesitz nutzte. Nach ihr erwarben der Gründer der Firma Schumag, Friedrich Wilhelm Schumacher, die Schlossanlage und dann vorübergehend der Landrat a. D. John von Haniel, der Konsularagent Conradin Startz, der die Gebäude auch grundlegend durchrenovieren ließ, sowie schließlich ab 1908 die Familie Victor Weidtman. In den nächsten vier Jahrzehnten diente das Schloss als gesellschaftlicher Mittelpunkt für Vereine, Jugendgruppen und für repräsentative Veranstaltungen.
Am 27. Juli 1933 nahm Hermann Göring an der Hochzeit von Anneliese Cadenbach mit Hermann Freiherr von Nagel auf Schloss Rahe teil, da Görings Frau Emmy freundschaftliche Beziehungen zu Adele Weidtman pflegte.
Obwohl die Gebäude den Zweiten Weltkrieg relativ unbeschadet überstanden hatten, verfiel nach dem Tod von Adele Weidtman auch auf Grund der nachfolgenden unklaren Besitzverhältnisse und fehlenden Investitionen die gesamte Anlage zusehends, bis diese schließlich 1979 von der Aachener Rückversicherungs-Gesellschaft erworben und zeitgemäß unter Berücksichtigung des historischen Baubestandes wieder hergerichtet wurde. Nach dem Umzug dieser Gesellschaft nach München im Jahre 1998 wurde Schloss Rahe nunmehr als Business Center einer neuen Verwendung zugeführt, aber auch für Tagungen, Konzerte und Festlichkeiten wieder für die Öffentlichkeit zugängig gemacht.

## Beschreibung
Der erste größere Ausbau unter Gerhard Heusch im Jahr 1784 zu einem vierflügeligen Wasserschloss erfolgte unter Verwendung vorhandener verwertbarer Gebäudeteile und Strukturen. So wurde beispielsweise die noch aus dem 17. Jahrhundert bestehende Brücke vor dem Haupteingang mit einbezogen. Die zweigeschossige nach Süden gewandte Hauptfront steht auf einem höheren Sockel und besitzt zehn Achsen mit Stichbogenfenstern, die mit Blaustein eingefasst sind. Auf den beiden risalitartig ausgebauten Mitteljochen über einer rundbogigen Tordurchfahrt findet sich ein weiteres Geschoss mit Flachgiebel und Walmdach. Auf einer der aufgesteckten Wetterfahnen wurde die Jahreszahl 1787 eingraviert.
In diesem Südflügel mit seinem Eingangsturm wurden die Repräsentationsräume eingerichtet, wogegen der Westflügel, der beim zweiten Umbau durch Conradin Startz um zwei Achsen erweitert worden war, zunächst eine Orangerie, später dann auch Wohnräume beinhaltete. Heusch ließ sowohl im Turmgiebel als auch im Innern Stuckdekorationen durch den Italiener Petrus Nicolaas Gagini (1745–1812) anbringen, vergleichbar mit den Arbeiten, die Gagini bereits zuvor im Waldenburghaus bei Kettenis entworfen hatte. Im Gartenzimmer waren mythologische Gestalten und Medaillons eingebaut, wovon eines mit der Inschrift „Gagini sculpsit 1805“ signiert ist.

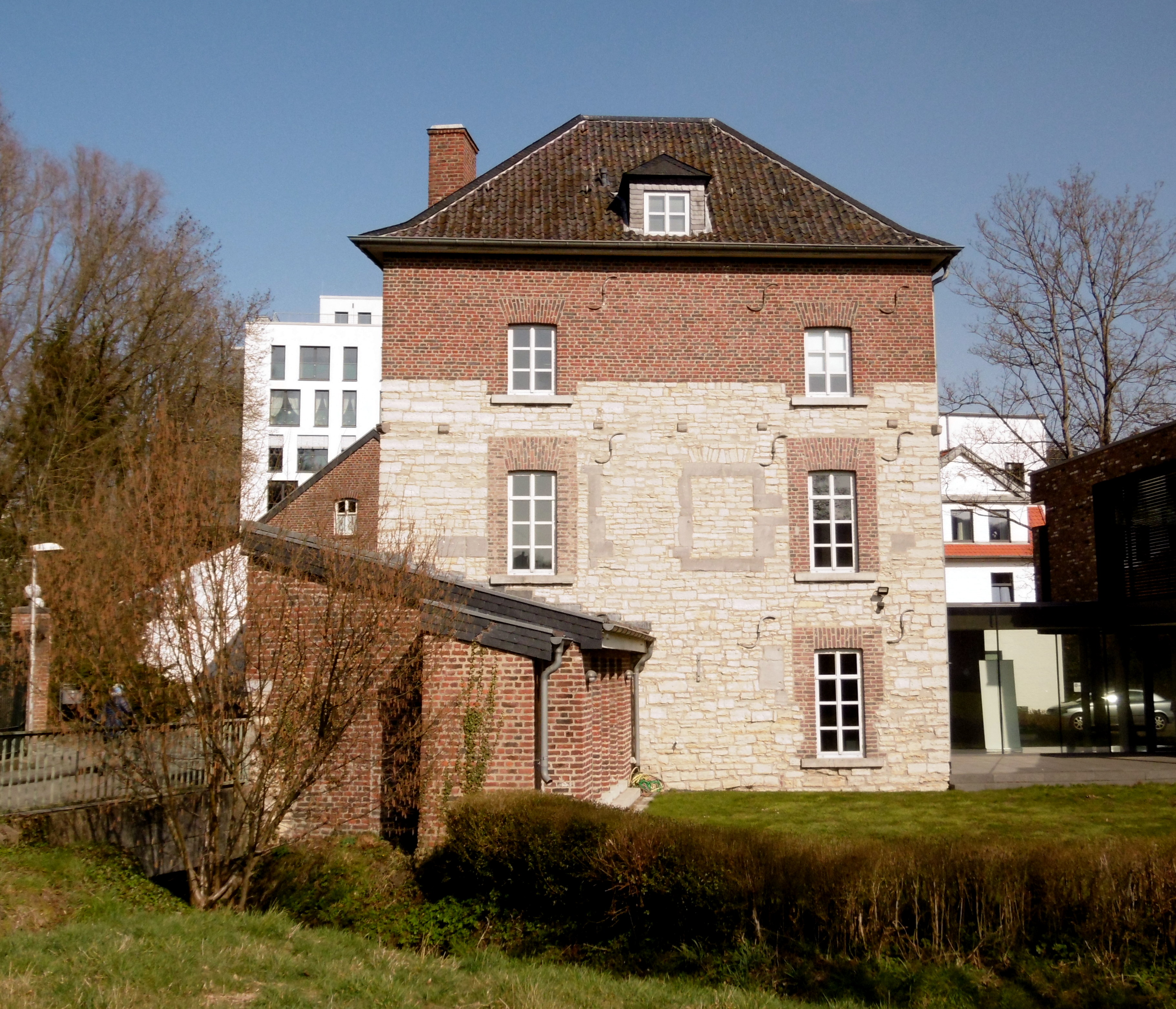
Wachturm Schloss Rahe

Im Nordflügel befanden sich die Stallungen und Remisen und der Ostflügel wurde als Wirtschaftsgebäude und Gesindehaus genutzt. Seit dem dritten Umbau 1980 wurden in diesen beiden Flügeln Büroräume eingerichtet. Die Bausubstanz der Flügel besteht mehrheitlich aus weiß geschlämmtem Backstein und sie schließen ebenfalls wie auch der Eingangsturm mit einem Walmdach ab. Der von allen Flügeln umschlossene Innenhof, in dessen Mitte ursprünglich ein Brunnen zur Wasserversorgung vorhanden war, wurde ebenfalls 1980 überdacht und dient heute als lichte Wandelhalle.
Zugehörig zum Schloss, welches mittlerweile unter Denkmalschutz steht, zählt eine alte Parkanlage. Ferner befindet sich in unmittelbarer Nähe noch ein separates wehrturmartiges Gebäude, dessen Blausteinquader aus dem 15./16. Jahrhundert stammen sollen. Man nimmt an, dass dieses Gebäude ehemals zum Schloss gehörte, als Wachtturm diente und die Wachsoldaten beherbergte. Heute ist es ein dreigeschossiges Wohngebäude, welches ebenfalls unter Denkmalschutz steht.